# Culion-Hörnchen
Das Culion-Hörnchen (Sundasciurus moellendorffi) ist eine Hörnchenart aus der Gattung der Sunda-Baumhörnchen (Sundasciurus). Es lebt auf den philippinischen Calamian-Inseln mit Ausnahme von Busuanga.

## Merkmale
Das Culion-Hörnchen erreicht eine Kopf-Rumpf-Länge von etwa 20,0 bis 20,8 Zentimetern bei einem Gewicht von etwa 190 Gramm. Der Schwanz ist etwa 19,0 Zentimeter lang und damit etwas kürzer als der restliche Körper. Die Rückenfarbe der Tiere ist einheitlich braun mit grauweißen Anteilen, die Bauchfärbung ist cremefarben. Der Schwanz ist dunkler als der Rücken und hat einen höheren Anteil schwarzer Haare.

## Verbreitung
Das Culion-Hörnchen lebt endemisch auf den philippinischen Calamian-Inseln mit Ausnahme von Busuanga. Dabei kommt die Art vor allem auf Culion, Linapacan, Iloc und den Tampel-Inseln vor, neuere Nachweise stammen von Lagen Island im Bacuit-Archipel.

## Lebensweise
Über die Lebensweise des Culion-Hörnchens liegen keine Daten vor und es ist nur über wenige Fänge dokumentiert. Es lebt in Primär- und Sekundärwäldern sowie in Kokosnuss-Plantagen und Gärten.

## Systematik
Das Culion-Hörnchen wird als eigenständige Art innerhalb der Gattung der Sunda-Baumhörnchen (Sundasciurus) eingeordnet, die – je nach Autor – aus 15 bis 17 Arten besteht. Die wissenschaftliche Erstbeschreibung stammt von Paul Matschie aus dem Jahr 1898, der die Art anhand von Individuen von der Insel Culion beschrieb.
Innerhalb der Art werden neben der Nominatform keine weiteren Unterarten unterschieden.

## Status, Bedrohung und Schutz
Das Culion-Hörnchen wird von der International Union for Conservation of Nature and Natural Resources (IUCN) als Art der Vorwarnliste (Near threatened) gelistet. Begründet wird dies vor allem durch das sehr kleine Verbreitungsgebiet, in dem es eine fortgesetzte Lebensraumveränderung durch Abholzungen gibt. Die Art ist lokal häufig und anpassungsfähig, allerdings ist nur wenig über die Biologie bekannt.

## Belege
1. 1 2 3 4  Richard W. Thorington Jr., John L. Koprowski, Michael A. Steele: Squirrels of the World. Johns Hopkins University Press, Baltimore MD 2012; S. 190. ISBN 978-1-4214-0469-1
2. 1 2 3 4  Sundasciurus moellendorffi in der Roten Liste gefährdeter Arten der IUCN 2014.3. Eingestellt von: P. Ong, B. Tabaranza, G. Rosell-Ambal, D. Balete, 2008. Abgerufen am 2. Januar 2015.
3. 1 2  Sundasciurus moellendorffi In: Don E. Wilson, DeeAnn M. Reeder (Hrsg.): Mammal Species of the World. A taxonomic and geographic Reference. 2 Bände. 3. Auflage. Johns Hopkins University Press, Baltimore MD 2005, ISBN 0-8018-8221-4.